# Ti Lung
Ti Lung (en chinois 狄龍, en pinyin Dí Lóng) est un acteur de cinéma hongkongais, également nommé Dick Loong, Din Lung, Di Long ou d'une variante de son vrai nom 譚富榮 (en pinyin Tán Fù Róng) comme la forme hongkongaise Tommy Tam Fu-Wing. Il est né le 3 août 1946.

## Biographie
Très tôt, Ti Lung suit une formation dans l'art martial Wing chun, sous la tutelle de maître Chu Wan.
Il est découvert en 1969 par le grand réalisateur de la Shaw Brothers, Chang Cheh qui le fait débuter avec un petit rôle dans le film Le Bras de la Vengeance (Return of the One-Armed Swordsman) (1969) ; il est ensuite révélé par le film Dead End qui est son premier rôle principal. Il apparait dans de nombreux films d'arts martiaux de la Shaw Brothers durant les années 1970 et reçoit des prix au Golden Horse Film Festival et à l'Asia-Pacific Film Festival en 1973 pour le film Frères de sang (Blood Brothers). Il tourne régulièrement avec Chang Cheh, puis continue avec un autre grand réalisateur du studio: Chu Yuan ; il tourne aussi deux films en tant que réalisateur au milieu des années 1970.
Mais au début des années 1980, l'arrivée de jeunes talents tels que Jackie Chan ou Michael Hui dans des films qui combinent action et comédie fait passer de mode Ti Lung, et sa carrière commence à décliner.
En 1986, John Woo le fait revenir sur le devant de la scène dans ce qui sera le plus gros succès chinois des années 1980, Le Syndicat du crime et sa suite. Sa carrière relancée, il enchaîne sur Tiger On The Beat, True Colors, City War, Just Heroes, films surfant sur la vague du film de Woo.
Depuis le milieu des années 1990, des problèmes de santé l'ont obligé à mettre sa carrière en suspens. Il fait cependant occasionnellement des apparitions au cinéma - notamment dans Blade of Fury, The Bare-Footed Kid, The Killer’s blues, Combats de maître 2 (1994) ou Les Trois Royaumes : La Résurrection du Dragon (2007). Il joue l'un des rôles principaux du film The Kid from the Big Apple (en) en 2016.

## Filmographie partielle
- 1969 : Le Bras de la vengeance de Chang Cheh : un étudiant en arts martiaux
- 1969 : Dead End de Chang Cheh : Zhang Chun, un jeune nihiliste
- 1969 : Le Sabreur solitaire : Siang Jin, un épéiste jaloux
- 1970 : The Singing Killer : un musicien (cameo)
- 1970 : Vengeance de Chang Cheh : Kuan Yu-lo, un acteur d'opéra chinois cocu
- 1970 : Les 13 Fils du dragon d’or (The Heroic Ones) : Shi Jingsi, un général et fils adoptif de Li Keyong
- 1971 : Duel aux poings de Chang Cheh : Wen Lieh, un boxeur professionnel de Muay-thaï
- 1971 : Duel sauvage
- 1971 : La Rage du tigre de Chang Cheh : Feng Chun-chieh, un redresseur de torts
- 1971 : The Anonymous Heroes
- 1972 : Il faut battre le Chinois pendant qu'il est chaud
- 1972 : La Légende du lac de Chang Cheh : Wu Song, un des 108 bandits
- 1972 : Les Maîtres de l'épée
- 1973 : Frères de sang de Chang Cheh
- 1973 : Le Pirate
- 1973 : The Generation Gap
- 1973 : All Men Are Brothers : Wu Song, un des 108 bandits
- 1974 : Les Cinq Maîtres de Shaolin
- 1975 : Cixi, l'Impératrice douairière : empereur Guangxu
- 1975 : Black Magic
- 1976 : Black Magic 2
- 1976 : Un dénommé Mister Shatter de Michael Carreras et Monte Hellman
- 1976 : Le Sabre infernal de Chu Yuan
- 1977 : Le Complot des clans de Chu Yuan : Chu Liuxiang (en)
- 1977 : Le Tigre de jade de Chu Yuan
- 1977 : Le Poignard volant de Chu Yuan
- 1978 : La Vengeance de l'aigle
- 1978 : Soul of the Sword
- 1978 : Swordsman and Enchantress
- 1978 : Legend of the Bat
- 1978 : The Flying Guillotine II
- 1979 : The Deadly Breaking Sword de Chung Sun : maître Tuan
- 1980 : The Revenger
- 1980 : The Convict Killer
- 1980 : The Heroes
- 1980 : Return of the Sentimental Swordsman (en) : Chu Liuxiang (en)
- 1981 : The Emperor and His Brother (en)
- 1981 : The Battle for the Republic of China
- 1981 : The Heroic One
- 1981 : Ninja in the Deadly Trap
- 1981 : Return of the Sentimental Swordsman
- 1981 : The Brave Archer 2
- 1981 : The Kung Fu Emperor
- 1981 : Mark of the Eagle
- 1982 : Perils of the Sentimental Swordsman (en) : Chu Liuxiang (en)
- 1982 : Clan Feuds
- 1982 : Mercenaries from Hong Kong
- 1982 : Tiger Killer
- 1983 : Shaolin Prince
- 1984 : The Hidden Power of the Dragon Sabre (en)
- 1984 : Opium and the Kung-Fu Master (en)
- 1984 : Shanghai 13
- 1986 : Le Syndicat du crime de John Woo
- 1987 : Le Syndicat du crime 2 de John Woo
- 1987 : La Légende de la perle d'or
- 1988 : Tiger on the Beat de Liu Chia-liang
- 1989 : Just Heroes de John Woo
- 1993 : Le Vagabond de Johnnie To
- 1993 : Blade of Fury de Sammo Hung
- 1994 : Combats de maître de Liu Chia-liang et Jackie Chan
- 1999 : The Kid (en)
- 2000 : Paramount Motel
- 2001 : Mist in Judge
- 2002 : Frugal Game
- 2003 : Star Runner
- 2005 : One Last Dance
- 2006 : Ma femme est un gangster 3
- 2008 : Les Trois Royaumes : La Résurrection du Dragon
- 2010 : Frozen
- 2016 : The Kid from the Big Apple de Jess Teong

## Récompenses
- 1973 : Prix spécial du jury au Golden Horse Film Festival et Prix spécial à l'Asia-Pacific Film Festival pour Frères de sang
- 1986 : Meilleur rôle principal masculin au Golden Horse Film Festival pour Le Syndicat du crime
- 2007 : Life Achievement Award au Golden Bauhinia Awards